# AeroSvit
«AeroSvit» (укр. Аеросвіт) — Украинская авиакомпания, обанкротившаяся в конце 2012 года. Была одним из основных украинских авиаперевозчиков. Главный офис и основной хаб компании находились в международном аэропорту «Борисполь» в Киевской области Украины.
Авиакомпания была основана 25 марта 1994 года, и начала свою работу в апреле 1994 года с полётов из Киева в Тель-Авив, Одессу, Салоники, Афины и Ларнаку в сотрудничестве с Air Ukraine. В октябре 1994 года взяла в сухой лизинг ВС Boeing 737-200 с целью расширения сети маршрутов и включения в неё рейсов в Москву. «Аэросвит» стал первой европейской авиакомпанией, которая совершила перелёт в аэропорт Суварнабхуми в Бангкоке.
Главный акционер компании — «ПриватБанк», подконтрольный Игорю Коломойскому. Компания была полноправным членом ИАТА, сертифицированным перевозчиком ИАТА и IOSA. В 2011 году «Аэросвит» получил премию «Выбор года» в номинации «Отечественный авиаперевозчик года». В 2012 году в прессе регулярно сообщалось о задержках и переносах авиарейсов компании «Аэросвит»; в конце года авиакомпания подала в суд заявление о банкротстве. С 05 марта 2013 года авиакомпания прекратила операционную деятельность, а код-шеринговые и интерлайн-соглашения с другими авиакомпаниями были расторгнуты.

## История

### Начало деятельности

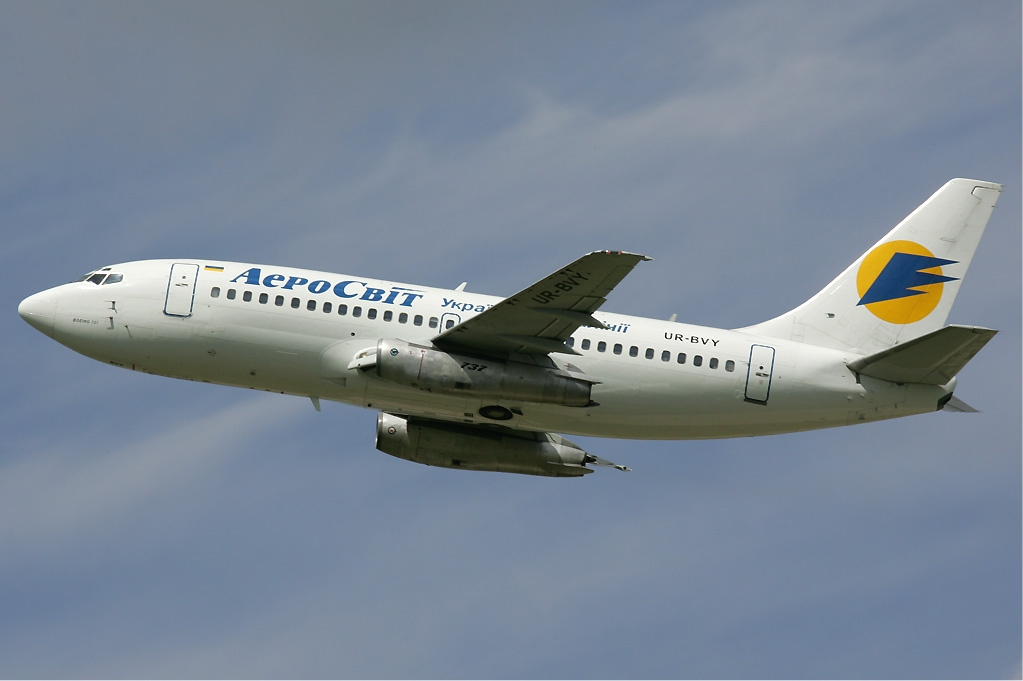
Один из первых самолётов Boeing 737—200 «Аэросвита»

«Аэросвит» был зарегистрирован в 1994 году как закрытое акционерное общество. Вскоре после этого были запущены регулярные рейсы из Киева в Афины и Тель-Авив. За ними последовали новые регулярные рейсы в Грецию и на Кипр. В том же году был взят в операционный лизинг первый самолёт Boeing 737-200 и выполнен первый рейс Киев—Афины под собственным кодом. В 1995 году были запущены регулярные рейсы из Киева в Алматы, Ашхабад и Ригу, что существенно расширило маршрутную сеть «Аэросвита». В 1996 году в списке пунктов назначения авиакомпании появились Екатеринбург, Харьков, Львов и Симферополь, и «Аэросвит» стал полноправным членом ИАТА. В 1997 году «Аэросвит» стал членом Клиринговой палаты ИАТА и приобрёл свой первый Boeing 737—200. В 1999 году «Аэросвит» приобрёл третий Boeing 737—200 и запустил регулярные рейсы в Будапешт, Софию и Стамбул.

### Рост в 2000-х

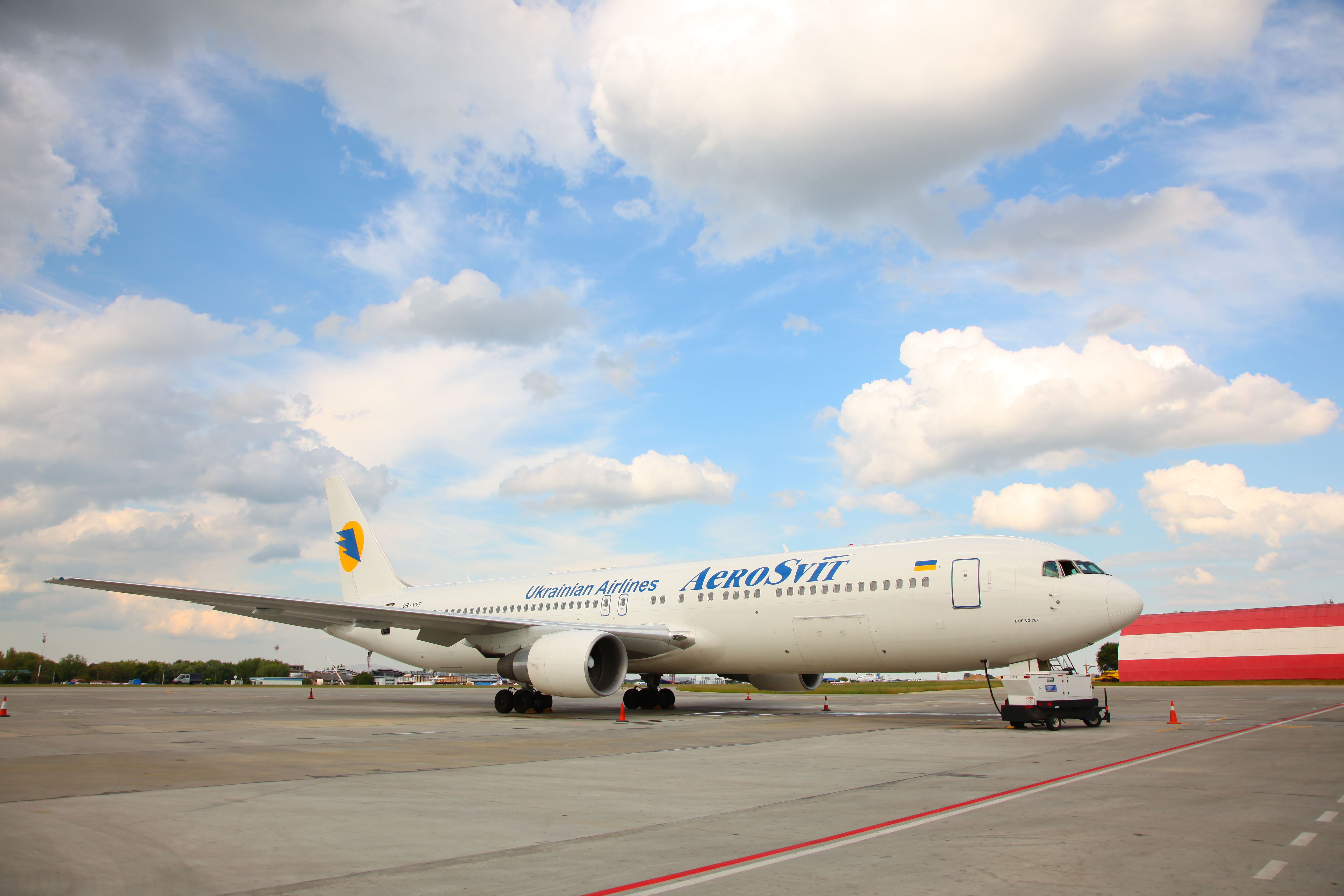
Первый на Украине дальнемагистральный авиалайнер появился у «Аэросвита».

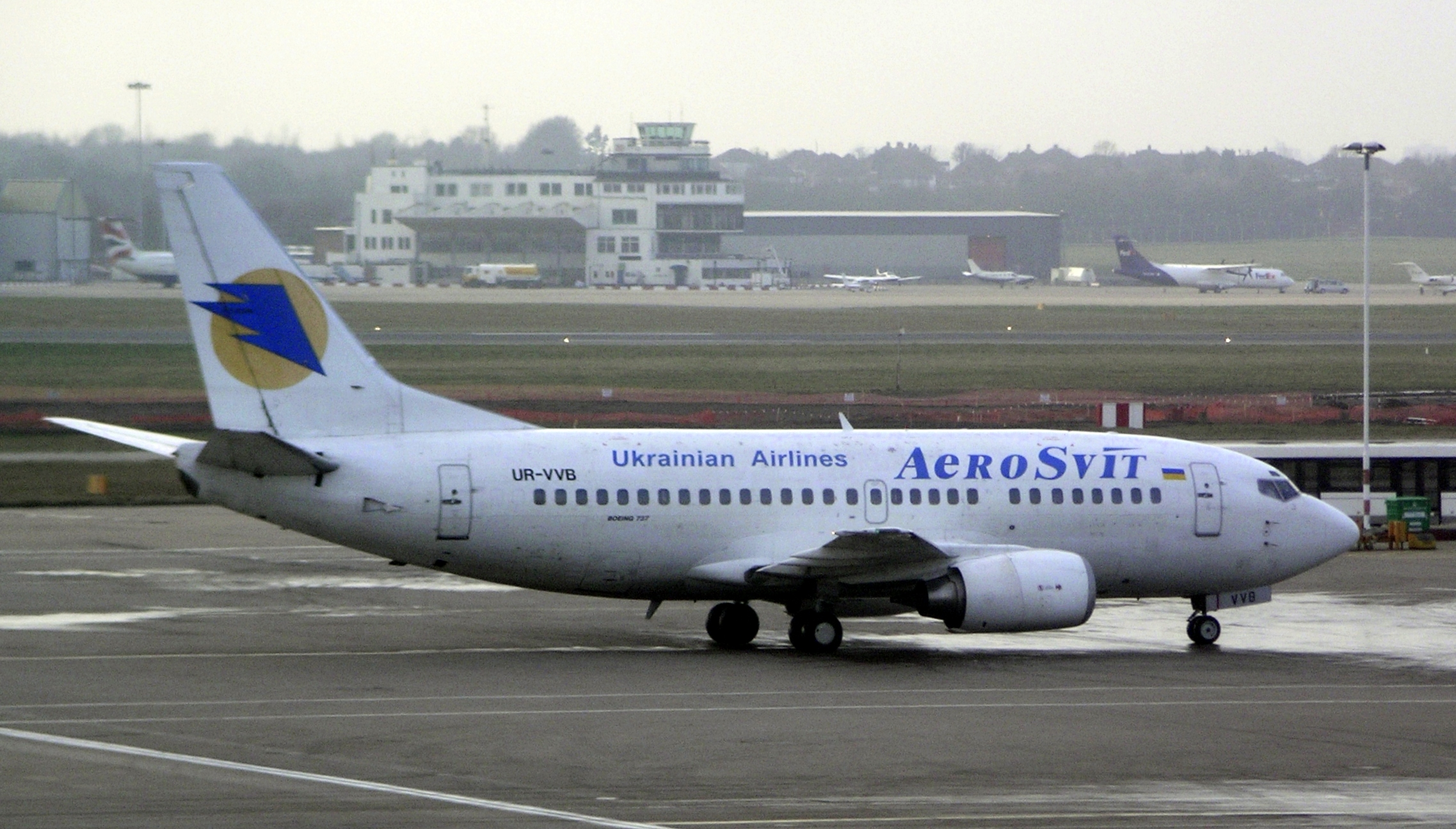
Boeing 737 «Аэросвита» на стоянке в аэропорту Бирмингем (Англия) в 2006 году

В 2000 году флот «Аэросвита» пополнили два Boeing 737—300. Были запущены регулярные рейсы в Прагу и Варшаву, и «Аэросвит» вышел на первое место среди украинских авиакомпаний по количеству перевезённых пассажиров. В 2002 году авиакомпания купила три Boeing 737—500 и запустила рейсы в Бангкок на первом на Украине дальнемагистральном авиалайнере Boeing 767-300ER.
В 2003 году «Аэросвит» запустил первый трансатлантический рейс на Boeing 767 в Нью-Йорк. В этом году авиакомпания также перевезла своего двухмиллионного пассажира. Позднее в этом году начал выполняться ещё один трансатлантический рейс — в Торонто. Вскоре после этого «Аэросвит» получил сертификат JAR-145, подтверждающий возможность выполнения работ по обслуживанию воздушных судов в соответствии с требованиями Joint Aviation Authorities. В этом же году был запущен рейс в Дели.
С наступлением 2004 года «Аэросвит» увеличил число рейсов в Бангкок до трёх в неделю и приобрёл ещё один Boeing 737—300. В течение года число внутренних украинских рейсов «Аэросвита» увеличились до одиннадцати направлений. В это же время были запущены рейсы в Пекин, Баку, Кишинёв, Каир и Санкт-Петербург. В 2004 году «Аэросвит» стал официальным перевозчиком национальной олимпийской сборной Украины на XXVIII летних Олимпийских играх, проходивших в Афинах.
В 2005 году количество среднемагистральных воздушных судов Boeing 737 во флоте компании увеличилось до десяти. В том же году на рейсы Нью-Йорк—Киев была запущена электронная продажа билетов, и «Аэросвит» также начал выполнять код-шеринговые рейсы с «Азербайджанскими авиалиниями» по маршруту Киев—Баку. В 2006 году «Аэросвит» был добавлен в реестр IOSA (проверка безопасности полётов ИАТА). В том же году авиакомпания запустила регулярные рейсы из Донецка в Тель-Авив и код-шеринговые перелёты из Киева в Вильнюс (с flyLAL). За 12 лет работы «Аэросвит» перевёз 6 миллионов пассажиров.

### Образование «Украинской авиационной группы»

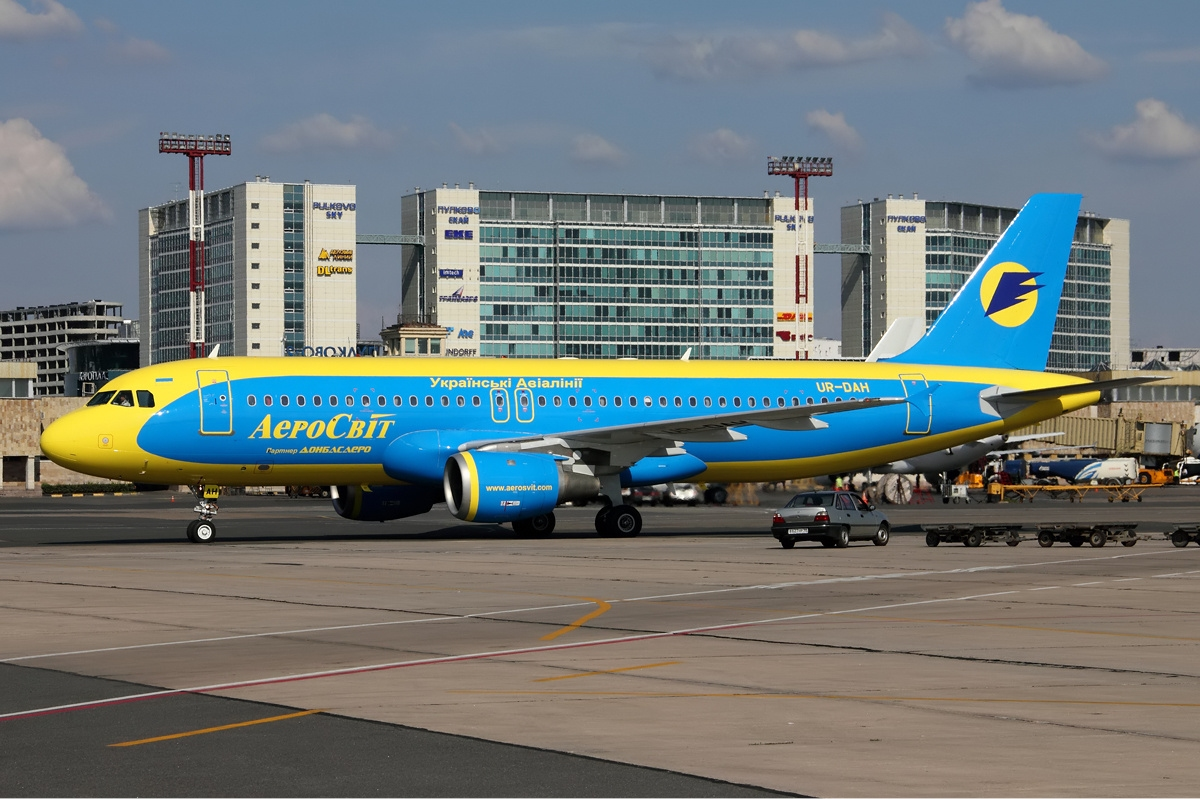
В 2011 году «Аэросвит» начал использовать новую ливрею, общую для компаний «Украинской авиационной группы».

В 2007 году количество пунктов назначения с Украины в США (через Нью-Йорк в сотрудничестве с авиакомпанией Delta Air Lines) возросло до ста, в том числе были добавлены Лос-Анджелес и Портленд. «Аэросвит» и «Донбассаэро» по инициативе их совместного акционера группы «Приват» создали стратегический альянс «Украинская авиационная группа». К флоту был добавлен третий далекомагистральный лайнер Boeing 767 и двенадцатый среднемагистральный Boeing 737, а также были запущены код-шеринговые перелёты Киев—Минск (с Белавиа). В 2007 же году «Аэросвит» начал продавать билеты через свой сайт и подписал контракт с Boeing на поставку 14 самолётов Boeing 737—800 Next Generation, начиная с 2012 года.
В начале 2008 года «Аэросвит» запустил регулярные рейсы в Тбилиси и Алматы. Система электронной продажи билетов была внедрена для всех рейсов авиакомпании, и «Аэросвит» стал официальным авиаперевозчиком национальной олимпийской сборной на XXIX летних Олимпийских играх, проходивших в Пекине. В 2009 году были запущены регулярные рейсы из Киева в Астану. «Аэросвит» начал использовать новое воздушное судно украинского производства Ан-148 и продлил сертификат IOSA до октября 2011 года.
В 2010 году авиакомпания добавила в свой флот второй Ан-148 и запустила новые рейсы, включая Одесса—Калининград, Симферополь—Калининград, Донецк—Санкт-Петербург, Одесса—Рига, Днепр—Берлин (в основном в сотрудничестве с компаниями «Днеправиа» и «Донбассаэро»), также был запущен код-шеринговый рейс Одесса—Милан. «Днеправиа», войдя в состав группы «Приват», присоединилась к «Украинской авиационной группе», и начали выполняться регулярные рейсы из Киева в Вильнюс, Ригу, Бухарест, Кишинёв, Калининград, Ташкент, Копенгаген, Ереван, Минск и Гянджу. Кроме того, «Аэросвит» подписал контракт с Boeing на поставку четырёх Boeing 737-900ER к 2013—2014 году, а флот авиакомпании пополнился четвёртым Boeing 767. В 2011 году «Аэросвит» добавил ряд новых направлений, в том числе в Лондон (аэропорт Гатвик) и Краков.

### Кризис
В 2012 году в прессе регулярно сообщалось о задержках и переносах авиарейсов компании «Аэросвит». Так, в середине мая 2012 года пассажиры, летевшие из Дубая в Киев, вынуждены были дожидаться рейса дополнительные девять часов; те, кто отправлялся из Нью-Йорка, не смогли вылететь в украинскую столицу из-за неисправности самолёта. 2 июня 2012 года 34 граждан Украины в Стокгольме не пустили на рейс «Аэросвита» из-за того, что «билетов продали больше, чем мест в самолёте». 8 июня, в день открытия чемпионата Европы по футболу, количество задержанных рейсов в разные города мира достигло 30; более 150 украинских болельщиков, купивших билеты на открытие Евро-2012 в Варшаве, на церемонию не попали. 11 июня было задержано 38 вылетов самолётов авиакомпании.
Среди причин назывались, например, прекращение операционной деятельности авиакомпаний-партнёров и задержка поставок новых самолётов. Причиной отмены рейса Тбилиси—Киев 14 июля 2012 года неофициально назывался запрет вылета из-за «ненадлежащего состояния двигателя, амортизаторов и покрышек». При этом, компенсации пассажирам, как правило, не выделяются.
Высказывались мнения, что некачественность перевозок «Аэросвита» связана с его монопольным положением на украинском рынке. Это отмечал в том числе украинский вице-премьер-министр Борис Колесников. «Украинская авиационная группа», в которую входит «Аэросвит», на момент 2012 года обеспечивала почти треть рейсов за границы Украины и до 70 % авиаперевозок внутри страны.
В декабре московский аэропорт Шереметьево прекратил обслуживание рейсов «Аэросвита» из-за невыполнения авиакомпанией обязательств по оплате счетов, но позже было объявлено об урегулировании вопроса. Тогда же «Аэросвит» заявил о сокращении штата и уменьшении расходов фирмы в целом. В конце декабря стало известно, что из-за долгового кризиса «Аэросвит» в 2013 году уступит свои рейсы конкуренту — Международным авиалиниям Украины (МАУ), оставшись маркетинговым партнёром.
27 декабря 2012 года компания «Аэросвит» подала в суд заявление о банкротстве, заявив о наличии задолженности перед кредиторами в размере 4 млрд 270,29 млн гривен. В начале января 2013 года базовый аэропорт «Аэросвита» — Борисполь — прекратил обслуживать рейсы авиакомпании «из-за нарушения финансовой дисциплины», в тот же день «Аэросвит» обещал урегулировать этот вопрос. Тем не менее, с 05 марта 2013 года код-шеринговые и интерлайн-соглашения с другими перевозчиками были расторгнуты, а сама авиакомпания «Аэросвит» полностью прекратила операционую деятельность.

## Маршруты

### Договоры о код-шеринг
Аэросвит имел код-шеринговые соглашения со следующими авиакомпаниями (по состоянию на август 2012 года):
| - Ural Airlines - UTair - Thai Airways (Star Alliance) | - Vietnam Airlines (SkyTeam) - Turkish Airlines - МАУ - Hamburg Airways |

### Внутренние маршруты
К 2002 году «Аэросвит» выполнял регулярные рейсы из Киева в Днепр, Одессу и Симферополь. В 2003—2004 годах внутренняя сеть авиакомпании разрослась до 7 направлений. К перечню внутренних маршрутов компании добавились Донецк, Харьков, Львов и Ивано-Франковск. В 2004 году благодаря сотрудничеству с другими украинскими авиаперевозчиками список внутренних маршрутов «Аэросвита» пополнили такие направления, как Ужгород, Черновцы, Луганск и Запорожье.
Незадолго до банкротства «Аэросвит» совместно с другими участниками альянса «Украинская авиационная группа» выполнял большинство рейсов по внутренним направлениям: Донецк, Одесса, Симферополь, Днепр, Харьков, Ивано-Франковск, Ужгород, Черновцы, Луганск, Севастополь.

### Нерегулярные (чартерные) перевозки
Первым этапом развития чартерных перевозок авиакомпании стало выполнение программы перелётов на греческий остров Крит в летний период. В 1998 году стартовали первые рейсы в Анталью (Турция), в 1999 году — в Хургаду (Египет). Начиная с 1999 года, были добавлены чартерные рейсы в Болгарию, Турцию, Египет, Грецию, Тунис и другие страны. Кроме того, были запущены рейсы в традиционные летние курорты, зимние лыжные курорты, а также в такие страны, как Австрия, Франция, Финляндия, Турция, Словакия.
После того, как к флоту авиакомпании присоединился Boeing 767-300ER, список чартерных маршрутов увеличился. В него были добавлены такие направления, как Мальдивские острова, остров Тенерифе, Доминиканская Республика и Индонезия.

## Флот
Флот «Аэросвита»
Флот авиакомпании состоял[когда?] из 18 самолётов Boeing. На некоторых рейсах «Аэросвит» использовал A320 и Embraer 145, а также Як-42.
Осенью 2002 года ко флоту авиакомпании был добавлен первый дальнемагистральный Boeing 767. Год спустя компания получила второй Boeing 767. Эти самолёты стали основой для запуска пяти трансконтинентальных маршрутов: в Нью-Йорк (ранее обслуживался самолётами Ил-62 Air Ukraine), Торонто (то же, что Нью-Йорк), Бангкок, Дели и Пекин.

### Воздушные суда
Флот авиакомпании, по состоянию на январь 2013 года, включал следующие воздушные суда:

### Ливрея
До 2011 года ливрея авиакомпании «Аэросвит» представляла собой белую евро-схему, соединяя в себе белый фюзеляж с именем авиакомпании, написанным синими буквами. Белый хвост самолёта с синим «крылом» по центру жёлтого круга и украинский флаг вверху фюзеляжа. «Крыло» является символом авиакомпании и дополняет название «Аэросвит».
В 2011 году была представлена новая сине-жёлтая ливрея, которая своей геометрией покраски символизирует единую принадлежность авиакомпаний альянсу «Украинской авиационной группы».

## Основные показатели
|                                     | 2005    | 2006   | 2007   | 2008   | 2009   | 2010   |
| ----------------------------------- | ------- | ------ | ------ | ------ | ------ | ------ |
| Загрузка (%)                        | 72,9    | 67,9   | 72,9   | 65,7   | 69,4   | 70,0   |
| Общее время полёта (ч)              | 39151   | 49054  | 57977  | 70743  | 42199  | 63890  |
| Доход на пассажира км (млн)         | 3265,4  | 3561,8 | 4551,3 | 5304,6 | 3373,6 | 3966,6 |
| Свободное место км (млн)            | 4424, 7 | 5042,3 | 6230,9 | 7624,8 | 4857,2 | 5591,9 |
| Доход на тонну груза км (млн)       | 366,6   | 396,1  | 504,4  | 583,6  | 379,5  | 452,1  |
| Количество сотрудников              | 1575    | 1944   | 2282   | 2352   | 1832   | 2072   |
| Доход на одного сотрудника км (млн) | 2,07    | 1,83   | 1,99   | 2,26   | 1,84   | 1,91   |

## Катастрофы
17 декабря 1997 года самолёт Львовских авиалиний (Фактический перевозчик), Як-42, выполнявший рейс «Аэросвита» (Перевозчик по договору) № 241, разбился около города Салоники (Греция). Погибли 62 пассажира и 8 членов экипажа.